# NGC 933
NGC 933  ist eine Galaxie vom Hublle-Typ S? im Sternbild Andromeda am Nordsternhimmel. Sie ist schätzungsweise 234 Millionen Lichtjahre von der Milchstraße entfernt und hat einen Durchmesser von etwa 89.000 Lj. Gemeinsam mit IC 1799 und PGC 9186 bildet sie die kleine IC 1799-Gruppe (LGG 57).
Im selben Himmelsareal befindet sich u. a. die Galaxie NGC 920.
Das Objekt wurde von dem Astronomen Lewis A. Swift am 11. September 1885 mithilfe eines 16-Zoll-Teleskops entdeckt.